# ۱٬۹-پیرازولوآنترون
۱،۹-پیرازولوآنترون (به انگلیسی: 1,9-Pyrazoloanthrone) یک ترکیب شیمیایی با شناسه پاب‌کم ۸۵۱۵ است. 